# Milan Stojanović (Fußballspieler, 1911)
Milan Stojanović (serbisch-kyrillisch Милан Стојановић, * 28. Dezember 1911 im Königreich Serbien; † unbekannt) war ein jugoslawischer Fußballspieler auf der Position eines Torwarts.

## Karriere
Über Stojanovićs sportlichen Werdegang liegen nur spärliche Informationen vor. Er spielte auf Vereinsebene für den BSK Belgrad.
Stojanović bestritt nie ein Länderspiel für die jugoslawische Nationalmannschaft. Er wurde anlässlich der ersten Fußball-Weltmeisterschaft 1930 in Uruguay für die jugoslawische Auswahl nominiert, kam jedoch nicht zum Einsatz.